# Gossypium pulchellum
Gossypium pulchellum là một loài thực vật có hoa trong họ Cẩm quỳ. Loài này được (C.A.Gardner) Fryxell mô tả khoa học đầu tiên năm 1965.